# Campionati europei di tuffi 2019 - Trampolino 3 metri sincro maschile
La gara di trampolino 3m sincro maschile ai campionati europei di tuffi 2019 si è svolta il 10 agosto 2019, presso la Sport Arena Liko di Kiev. Vi hanno preso parte 11 coppie di atleti.

## Medaglie
| Posizione | Atleti                           | Paese         |
| --------- | -------------------------------- | ------------- |
| Oro       | Evgenij Kuznecov Nikita Šlejcher | Russia        |
| Argento   | Patrick Hausding Lars Rüdiger    | Germania      |
| Bronzo    | Anthony Harding Jordan Houlden   | Gran Bretagna |

## Risultati
| Pos. | Atleti                                | Nazionalità   | Finale | Finale |
| Pos. | Atleti                                | Nazionalità   | Punti  | Pos.   |
| ---- | ------------------------------------- | ------------- | ------ | ------ |
|      | Evgenij Kuznecov Nikita Šlejcher      | Russia        | 435.69 | 1      |
|      | Patrick Hausding Lars Rüdiger         | Germania      | 398.64 | 2      |
|      | Anthony Harding Jordan Houlden        | Gran Bretagna | 387.60 | 3      |
| 4    | Oleksandr Horškovozov Oleh Kolodij    | Ucraina       | 386.55 | 4      |
| 5    | Lorenzo Marsaglia Giovanni Tocci      | Italia        | 371.97 | 5      |
| 6    | Gwendal Bisch Alexis Jandard          | Francia       | 362.52 | 6      |
| 7    | Kacper Lesiak Andrzej Rzeszutek       | Polonia       | 348.30 | 7      |
| 8    | Guillaume Dutoit Simon Rieckhoff      | Svizzera      | 333.66 | 8      |
| 9    | Sandro Melikidze Tornike Onikashvili  | Georgia       | 317.97 | 9      |
| 10   | Alexandr Molchan Pavel Saurytski      | Bielorussia   | 305.88 | 10     |
| 11   | Azat Harutyunyan Vladimir Harutyunyan | Armenia       | 301.80 | 11     |